# Арбітри чемпіонату світу з футболу 2010
Арбітри чемпіонату світу з футболу 2010 були відібрані ФІФА 5 лютого 2010. Остаточна група з 30 суддів була обрана з 38 рефері, визначених у жовтні 2008, яких у свою чергу відібрали з 54, призначених на Програмі підтримки арбітрів у 2007. Втім, 27 травня 2010 двоє суддів — Карлос Амарілья та Мухаммед Бенуза — були виключені з остаточного списку після того, як їхні асистенти не змогли пройти тест на фізичну підготовку. Замість них до списку був включений уругвайський арбітр Мартін Васкес. 

## Арбітри
| Конфедерація | Арбітри             |
| ------------ | ------------------- |
| АФК          | Халіль аль-Ґамді    |
| АФК          | Равшан Ірматов      |
| АФК          | Субхіддін Саллех    |
| АФК          | Юіті Нісімура       |
| КАФ          | Коман Кулібалі      |
| КАФ          | Жером Дамон         |
| КАФ          | Едді Майє           |
| КОНКАКАФ     | Жоель Аґілар        |
| КОНКАКАФ     | Беніто Арчундія     |
| КОНКАКАФ     | Карлос Батрес       |
| КОНКАКАФ     | Марко Родріґес      |
| КОНМЕБОЛ     | Гектор Бальдассі    |
| КОНМЕБОЛ     | Хорхе Ларріонда     |
| КОНМЕБОЛ     | Пабло Посо          |
| КОНМЕБОЛ     | Оскар Руїс          |
| КОНМЕБОЛ     | Карлос Сімон        |
| КОНМЕБОЛ     | Мартін Васкес       |
| ОФК          | Майкл Гестер        |
| ОФК          | Пітер О'Лірі        |
| УЄФА         | Олегаріу Бенкеренса |
| УЄФА         | Массімо Бузакка     |
| УЄФА         | Франк Де Блекере    |
| УЄФА         | Мартін Ганссон      |
| УЄФА         | Віктор Кашшаї       |
| УЄФА         | Стефан Ланнуа       |
| УЄФА         | Роберто Розетті     |
| УЄФА         | Вольфґанґ Штарк     |
| УЄФА         | Альберто Мальєнко   |
| УЄФА         | Говард Вебб         |